# Autofriedhof

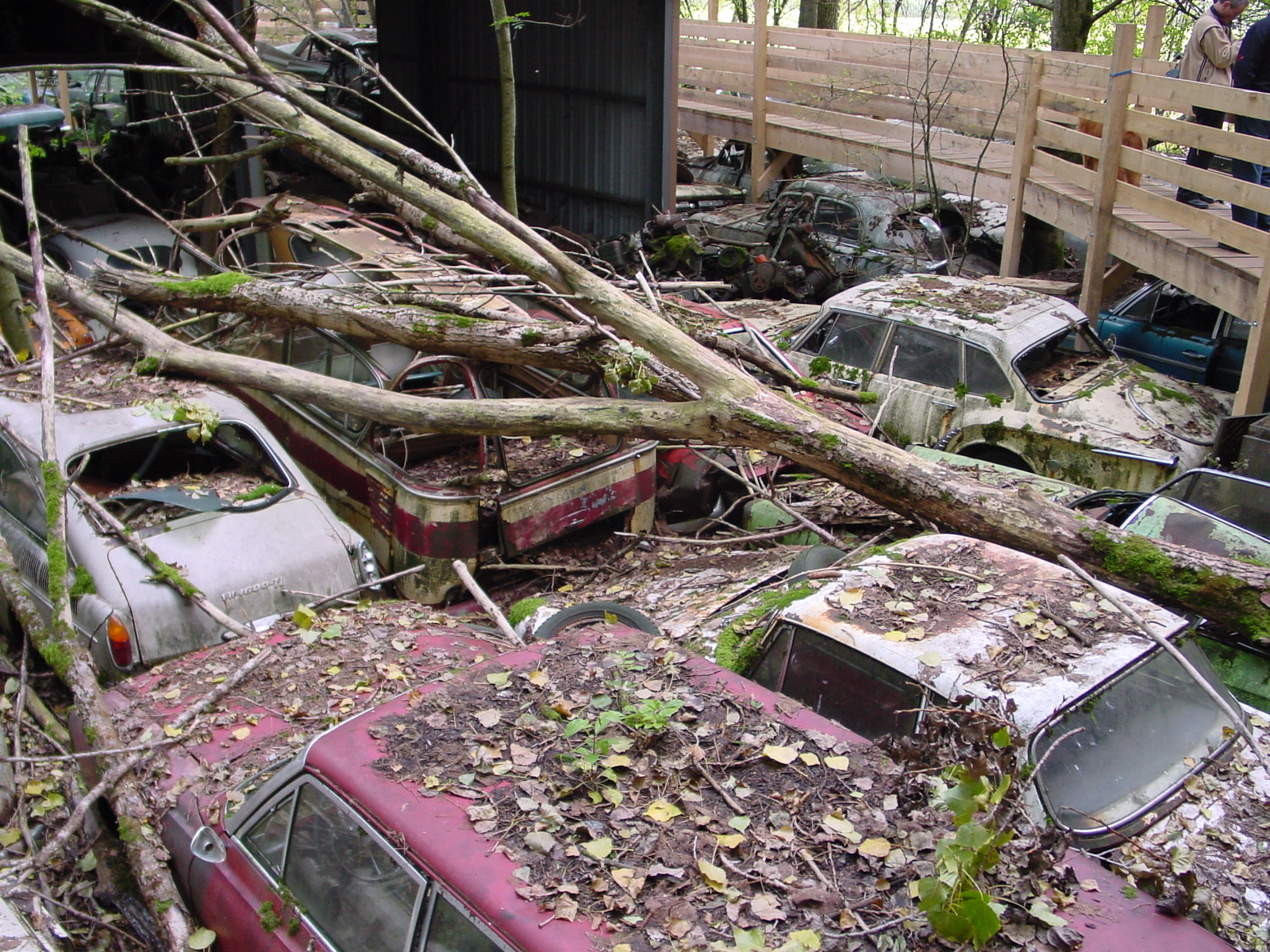
Auwärter-Sonderkarosserie auf VW-Bus-Basis unter einem Baum auf dem Historischen Autofriedhof Gürbetal

Ein Autofriedhof oder Automobilfriedhof ist ein Ort, an dem ausgediente Straßenfahrzeuge auf ihre Zerstörung oder Verwertung warten oder verlassen und zurückgelassen werden.

## Standorte und Zwecke
Es gibt zahlreiche Autofriedhöfe auf der ganzen Welt. Der Zweck der einzelnen Orte ist unterschiedlich. In der Nähe von Victorville, Kalifornien, stehen Hunderttausende von Autos, die von Volkswagen nach dem Abgasskandal von 2015 zurückgekauft wurden, und warten darauf, recycelt oder zerstört zu werden. Einige Friedhöfe werden ähnlich wie Schrottplätze betrieben, auf denen seltene Ersatzteile gefunden werden können. Der Historische Autofriedhof Gürbetal in Kaufdorf umfasste Hunderte von Autos, meist aus den 1930er bis 1960er Jahren. Die Autos blieben mehr als 30 Jahre lang unangetastet. Man sammelte sie in der Hoffnung, brauchbare und seltene Teile zu bergen. Doch die Zeit und die Natur führten zum Verfall der Fahrzeuge. Das mit seltener Flora und Fauna bewachsene Gelände musste 2009 aufgrund von Umweltbedenken geräumt werden.
Standorte mit solchen Friedhöfen können zu öffentlichen Attraktionen werden. Im US-Bundesstaat Georgia ist Wade Alonso's Auto Parts & Wrecker Service umgangssprachlich als „The School Bus Graveyard“ bekannt. Auf der Suche nach einer Möglichkeit, Diebstähle von seinem Grundstück zu verhindern, errichtete Alonso eine große Mauer aus Schulbussen und Wohnmobilen. Viele Künstler des Bundesstaates kamen, um die Seiten der Busse zu bemalen, und schufen so eine farbenfrohe und ungewöhnliche Kunstgalerie, durch die man nach Herzenslust wandern kann. Ebenfalls in Georgia liegt Old Car City USA, der größte Autofriedhof der Welt, der 1931 als Autohaus gegründet wurde und heute als sechs Meilen langer Pfad dient, auf dem Besucher über 4 000 Autos entdecken können. Während viele Autofriedhöfe leicht zugänglich sind, sind andere weit weniger einladend. Im Jahr 2016 fanden Stadtforscher einen „Berg von Fahrzeugen“ in einer verlassenen walisischen Mine. Die Autos waren auf dem Grund der Schiefermine aufgestapelt und standen vermutlich seit den 1970er Jahren dort. Solche Orte sind auch bei Fotografen beliebt.
Einige Autofriedhöfe enthalten keine zivilen Fahrzeuge wie Autos und Motorräder, sondern Spezialfahrzeuge. Die französischen Behörden richteten ein Lagerhaus ein, um die Geschichte der Feuerwehr zu bewahren, in dem Feuerwehrfahrzeuge aus dem frühen 20. Jahrhundert stehen. Die Fahrzeuge waren zwar staubbedeckt, aber vor Umwelteinwirkungen geschützt, doch nachdem ein Stadtforscher Fotos des Geländes veröffentlicht hatte, wurden sie alle an einen neuen, geheimen Ort gebracht. Es gibt auch Standorte mit zahlreichen gepanzerten Fahrzeugen, die manchmal auch als Panzerfriedhof bezeichnet werden. Ein weiterer bemerkenswerter Friedhof für Spezialfahrzeuge ist der Rennwagenfriedhof in North Carolina, der dem NASCAR-Fahrer Dale Earnhardt Jr. gehört und zur letzten Ruhestätte für Fahrzeuge wie Juan Pablo Montoyas Wagen vom Daytona 500 2012 wurde, der während des Rennens mit einem Safety-Car kollidierte.